# Merrick
A Merrick Skócia legdélebbi földrajzi egységének, a Déli-felföldnek a legmagasabb csúcsa, a Galloway-hegység részeként Dumfries és Galloway megye területén fekszik.

## Földrajza, elnevezése
A Merrick Skócia déli részének legmagasabb pontja, de mivel nem éri el a 914 métert (=3000 láb), ezért nem minősül munrónak, ebből kifolyólag kevesebben látogatják, mint az északabbra fekvő magasabb csúcsokat. A Trool-völgytől (Glen Trool) északra fekvő csúcs a Galloway-hegység (Galloway Hills) három hegylánca közül a Hatalmas Kéz-hegylánc (Range of the Awful Hand) egyik tagja. A Galloway-hegység teljes egészében a Galloway Forest Park (Galloway erdős park) területén fekszik, amelyet a Forestry Commission Scotland (skót erdészeti bizottság) tart karban. A területen fakitermelés folyik, ezért csak a hatóságok által kijelölt útvonalakon érdemes haladni, mert sok helyen kerítéssel választottak le erdőrészeket.

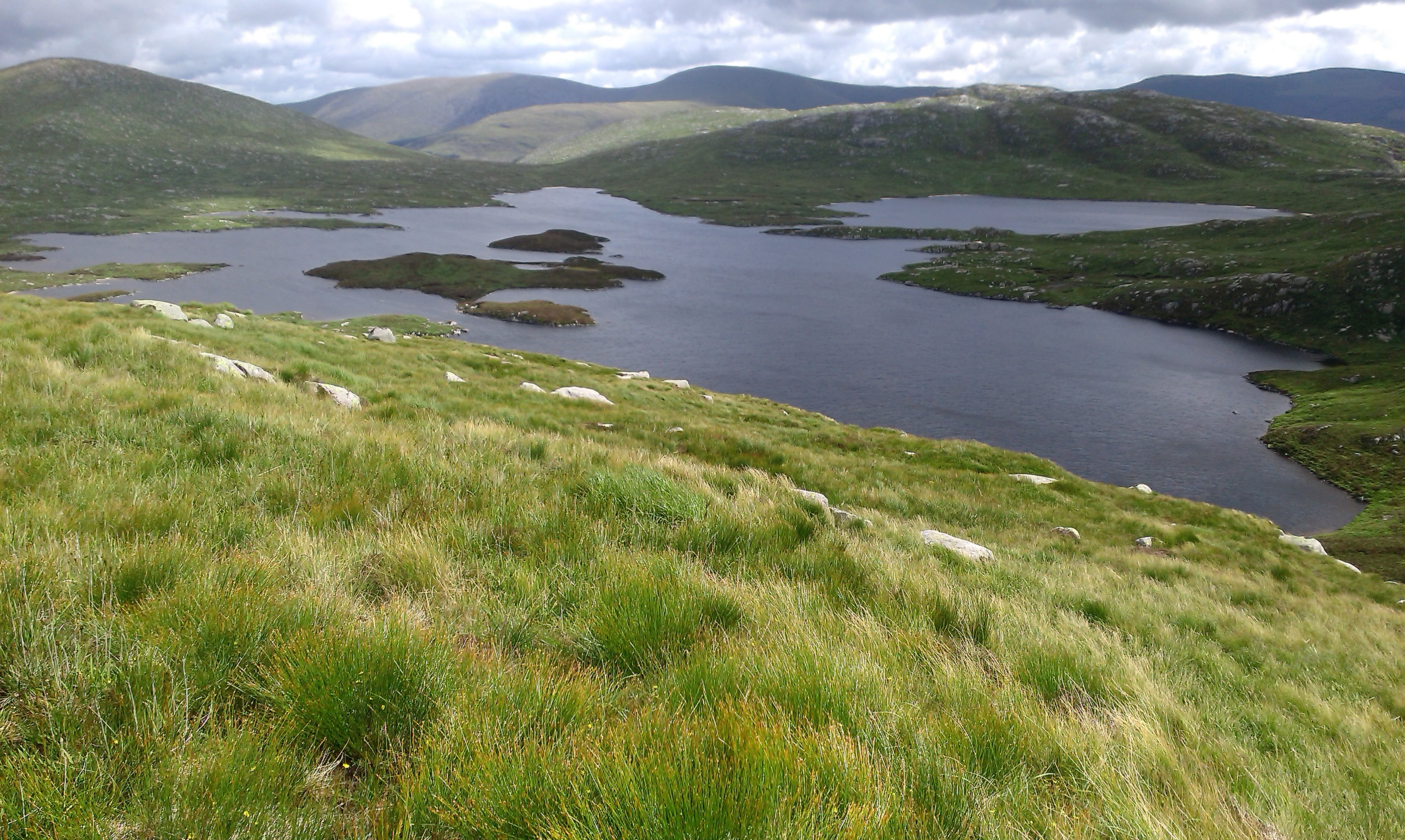
A Loch Enoch látképe a Merrick délkeleti lejtőjéről

A Merrick csúcsáról délkeleti irányban jól lehet látni az észak-déli irányban terjeszkedő tavakat: Loch Enoch, Loch Neldricken, Loch Valley, Long Loch of Glenhead. Közvetlen délnyugati szomszédja a Benyellary (719 m), amelytől egy látványos gerinc választja el, ennek meredek, sziklás délkeleti oldalát Benyellary sebeinek (Scars of Benyellary) hívják. Északnyugatra a Kirriereoch-hegy (787 m), a Tarfessock (696 m) és a Shalloch on Minnoch (774 m) csúcsai találhatók. Ez az öt hegy alkotja a Hatalmas Kéz-hegylánc tagjait. A Galloway-hegységben található három corbett, vagyis 2500 és 3000 láb közötti hegy, ebből a Merrick és a Shalloch on Minnoch ezen a hegyláncon van.
A Merrick neve a gael meurach szóból jön, amelynek jelentése ujj alakú/elágazó, a hegylánc is valószínűleg innen kapta angol nevét.
Egy hegycsúcs esetében nem lehet pontosan megállapítani az első megmászás időpontját, ezért elsőnek azt az embert szokták tekinteni, aki később leírja túráját visszaemlékezés, útleírás formájában. A Merrick esetében egy egyházi személy, Thomas Grierson volt a csúcs első meghódítója, aki 1846-ban látogatta meg a hegyet.

„Megmásztuk a Merricket a Loch Trooltól indulva, amely talán Dél-Skócia legromantikusabb helye. [...] Utunk első része komoly mászással indult, de az utolsó két mérföldön enyhe lejtő volt, amelyen puha, zöldellő fű nőtt, amilyet még nem láttam ilyen magasságon, habár majdnem minden jelentős hegyet megmásztam Skóciában, Cumberlandben és Westmorelandben. [...] Azt mondják, hogy a Merrick magassága 3000 láb körüli, és kétségkívül Skócia déli részének legmagasabb hegye.”

– Thomas Grierson, Autumnal Rambles among the Scottish Mountains

## A troolvölgyi csata
A Loch Trool partjaitól északra, a Merrickre vezető legismertebb túraútvonalak kezdetén található egy nagy gránittömb, Bruce Köve (Bruce's Stone), amelyet Robert Bruce vagy ismertebb nevén I. Róbert és az itt lejátszódott troolvölgyi csata emlékére állítottak, amely a 14. század eleji skót függetlenségi háború kisebb, ámde döntő ütközete volt. William Wallace halála után a skótok ügye Bruce kezébe került, aki miután királlyá nyilvánította magát, és kezdetben vereségeket szenvedett az angoloktól, ezzel a csatával fordította meg a háború menetét. A Trool-völgyet minden oldalról hegyek veszik körbe, és ezt kihasználva a gerillatechnikával harcoló skótok 1307 márciusában legyőzték a völgybe szorult angolokat, ezzel egy olyan hétéves sikersorozatot indítva el a skótok számára, amelynek a végén a bannockburni csatában végleg megnyerték a függetlenségi háborút.

## A merricki szürke ember

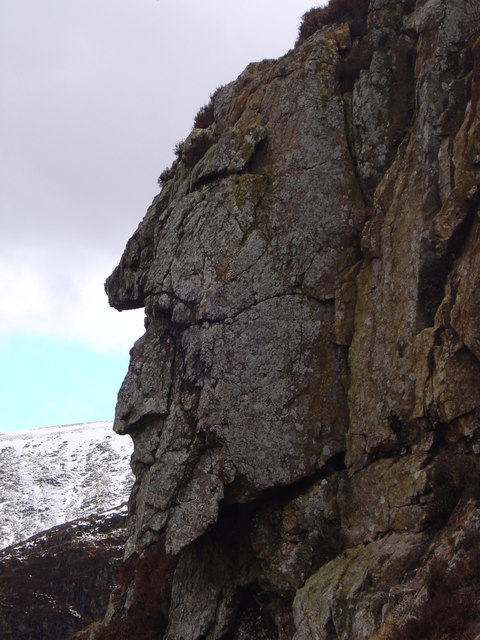
A merricki szürke ember profilja

A Merrick délkeleti oldalában található egy geológiai képződmény, amelyet a mimetolitok csoportjába sorolunk. A mimetolit olyan természeti képződmény (szikla, ásvány), amelynek az alakja egy élőlényre hasonlít (ember, állat). A Grey Man of Merrick esetében egy több méter magas sziklakiszögellésről van szó, amely oldalról nézve egy szürke, szakállas idős emberhez hasonlít. Hasonló mimetolit található még Skóciában, ilyen az ún. német feje, amely Invernesstől délre található az A9-es út mentén, valamint az elefántszikla, amely a szintén Dumfries és Galloway területéhez tartozó Hestan-szigeten van.

## A túrák leírása

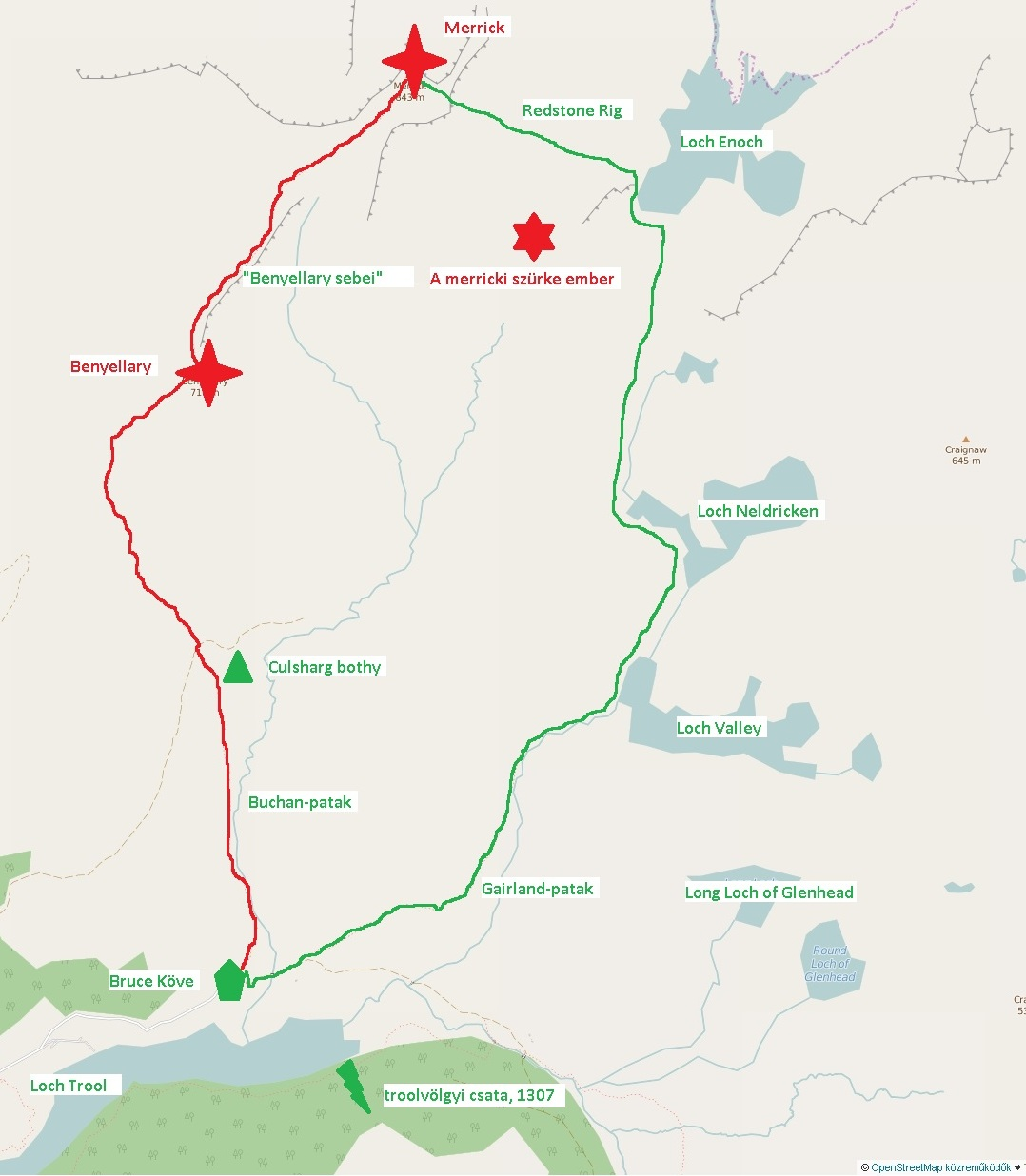
Piros: a könnyebb, északnak induló ösvény, zöld: a nehezebb, keletnek induló ösvény

Többféleképpen lehet megközelíteni a csúcsot. A legismertebb útvonal Bruce Kövétől indul északi irányba a Buchan-patak völgyében, elhaladva a Culsharg bothy mellett. A Benyellary csúcsára délnyugati irányból vezet fel az ösvény, majd egy látványos gerincen átvisz a Merrickre. Ugyanezen az útvonalon visszamenve a körtúra több mint 13 kilométeres, de csak 4-5 óra szintidővel, mert a terep egyenletesen emelkedik, nincsenek benne sziklás részek.
A Trool-völgyből keletre is el lehet indulni a Gairland-patak (Gairland Burn) völgyében. Az ösvény elhalad a Loch Valley, a Loch Neldricken és a Loch Enoch déli partja mellett, majd a Merrick keleti gerincén (Redstone Rig) közelíti meg a csúcsot. Az útvonal első felétől eltekintve nincsenek jól látható ösvények, ezért jó navigáció szükséges a csúcs eléréséhez. Ha a Benyellary csúcsán át akar valaki visszajönni, akkor a túra 15 kilométeres, 5-6 óra szintidővel.